# Hamnholmen (Saltvik, Åland)
Hamnholmen är en ö i Åland (Finland). Den ligger i den norra delen av landskapet, 30 km norr om huvudstaden Mariehamn. Arean är 0,31 kvadratkilometer.
Terrängen på Hamnholmen är mycket platt. Den sträcker sig 0,8 kilometer i nord-sydlig riktning, och 0,7 kilometer i öst-västlig riktning.